# Abadia de Krzeszów
Abadia de Krzeszów, em polonês Opactwo Cysterskie w Krzeszowie, mas também conhecida pelo nome alemão de Kloster Grüssau assumido sob domínio prussiano, é uma grande abadia cisterciense localizada no município rural de Kamienna Góra, na voivodia da Baixa Silésia, na Polônia . Fundada no século XIII, foi totalmente reconstruída no século XVIII, tornando-se uma das obras-primas da arquitetura barroca na Europa . A abadia original é agora um dos Monumentos Históricos Nacionais oficiais da Polônia ( Pomnik historii ), conforme designado em 1º de maio de 2004 e rastreado pelo Conselho do Patrimônio Nacional da Polônia.

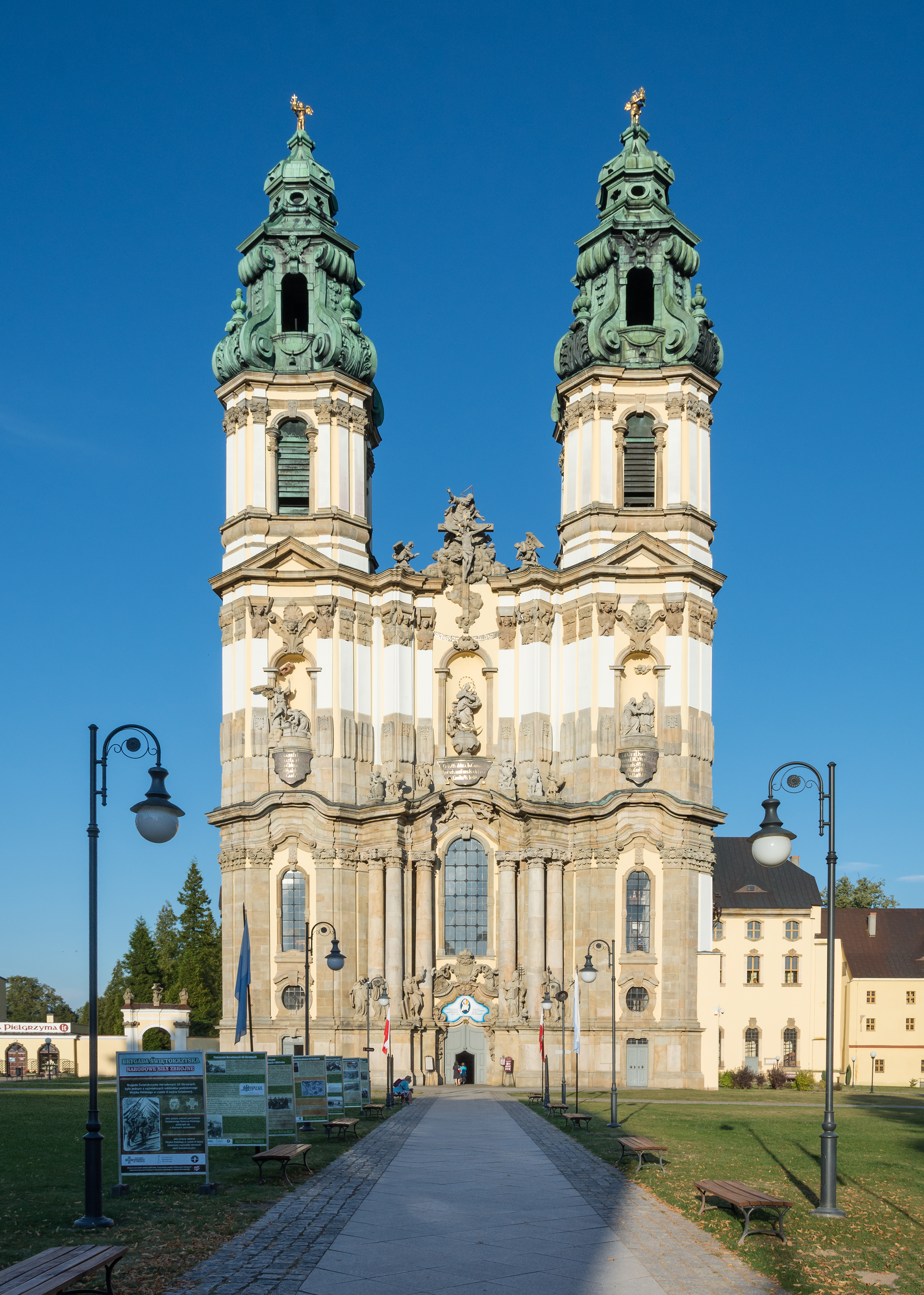
Fachada da Basílica da Assunção

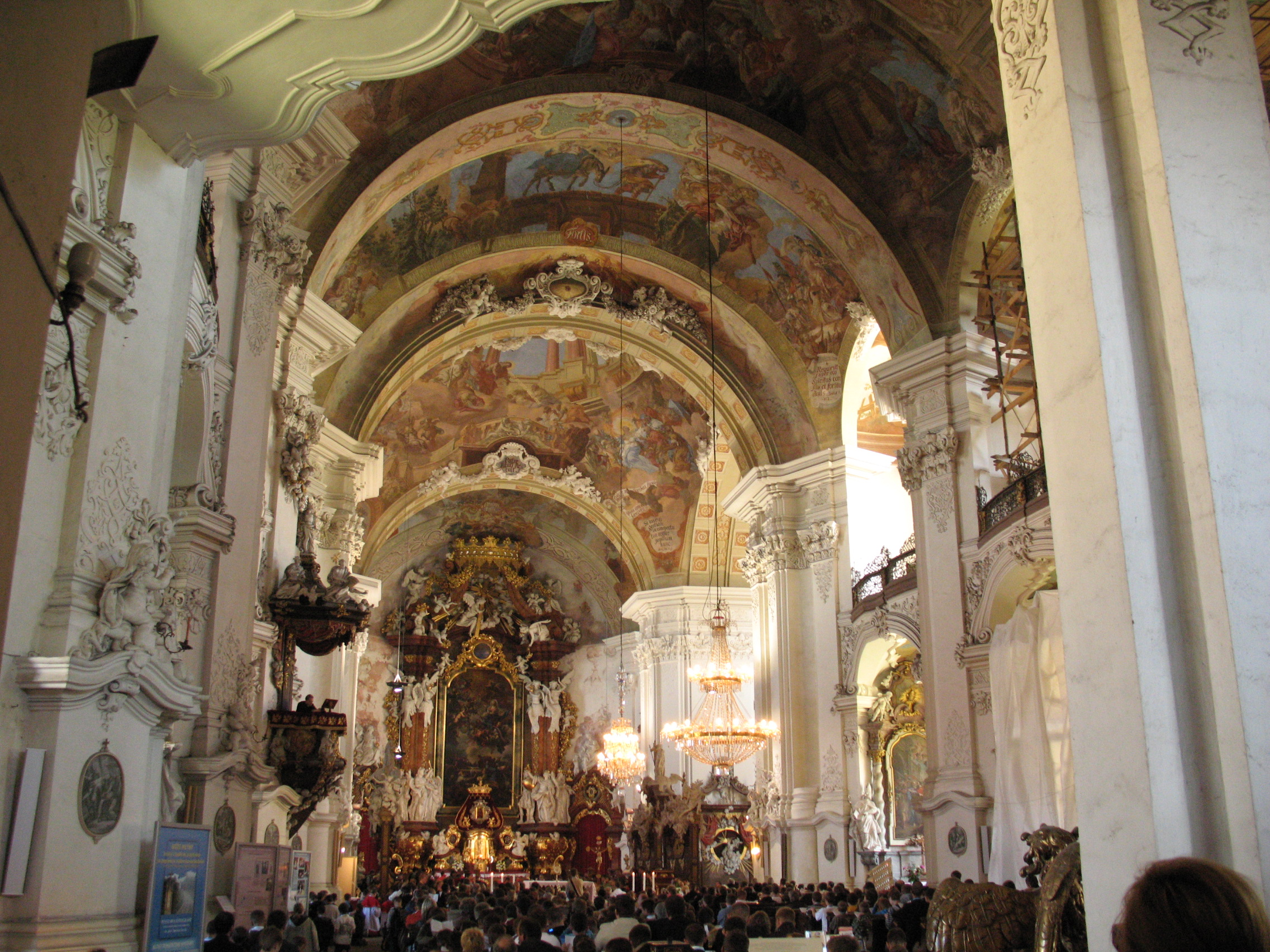
Interior da Basílica da Assunção

## Mais imagens

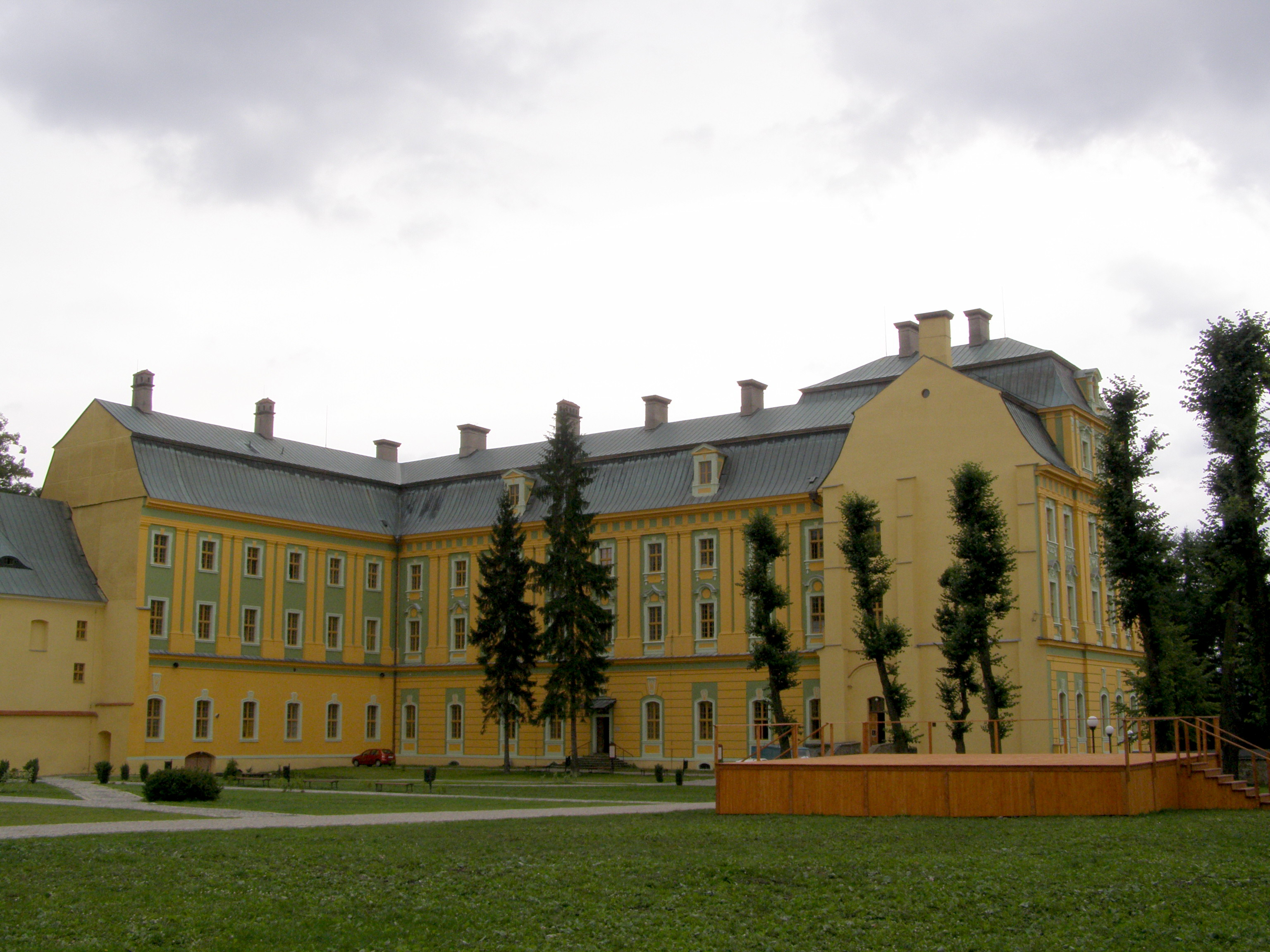
O palácio da abadia
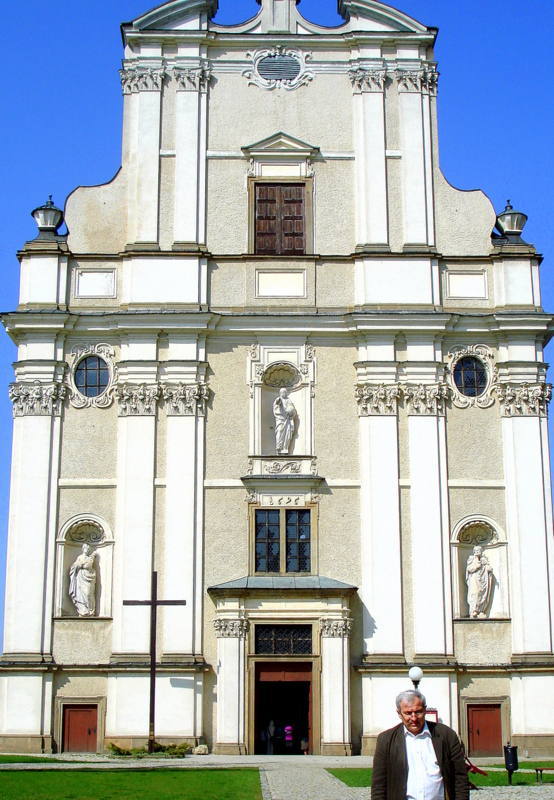
Igreja de São José
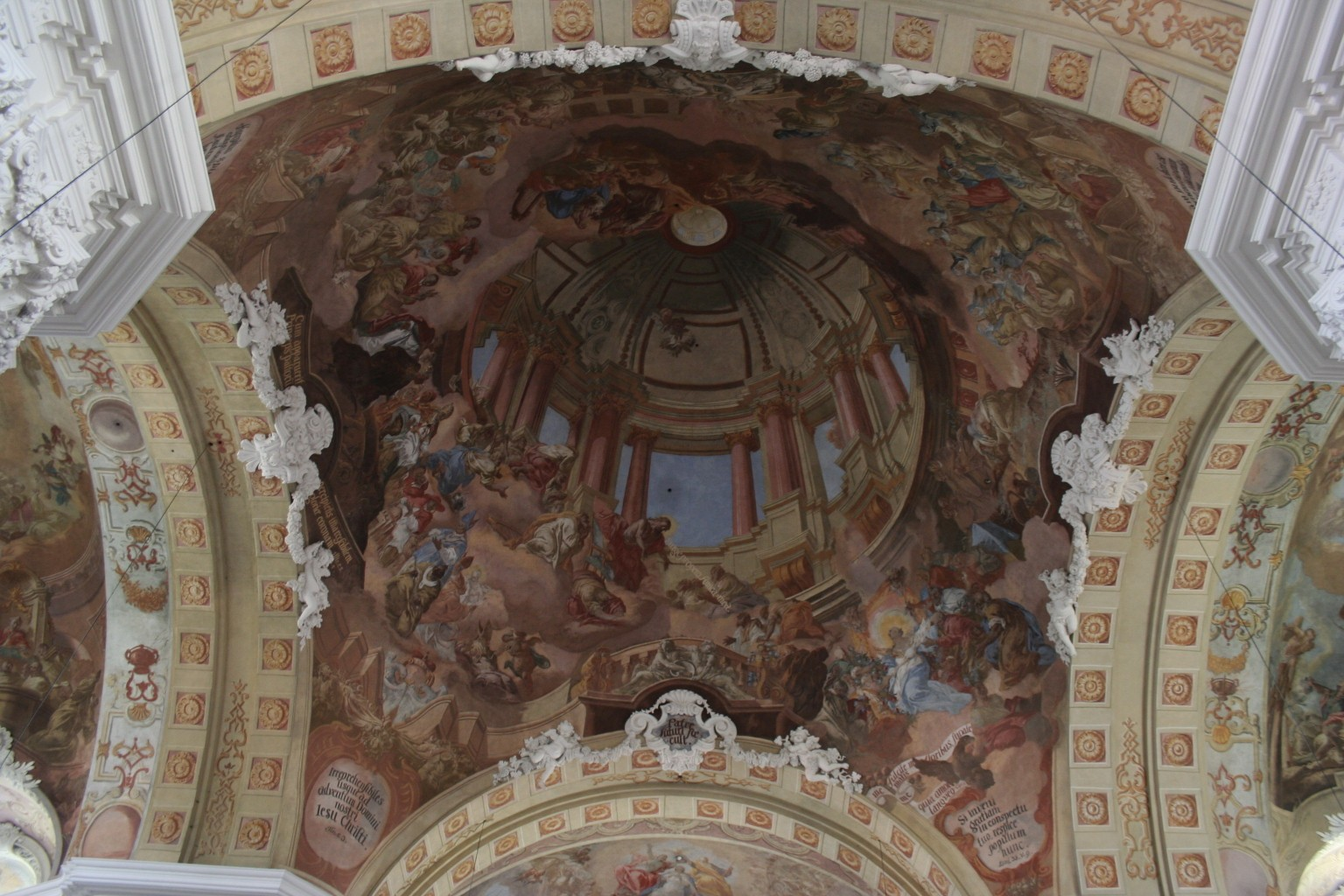
Detalhe das abóbadas com afrescos da Basílica da Assunção
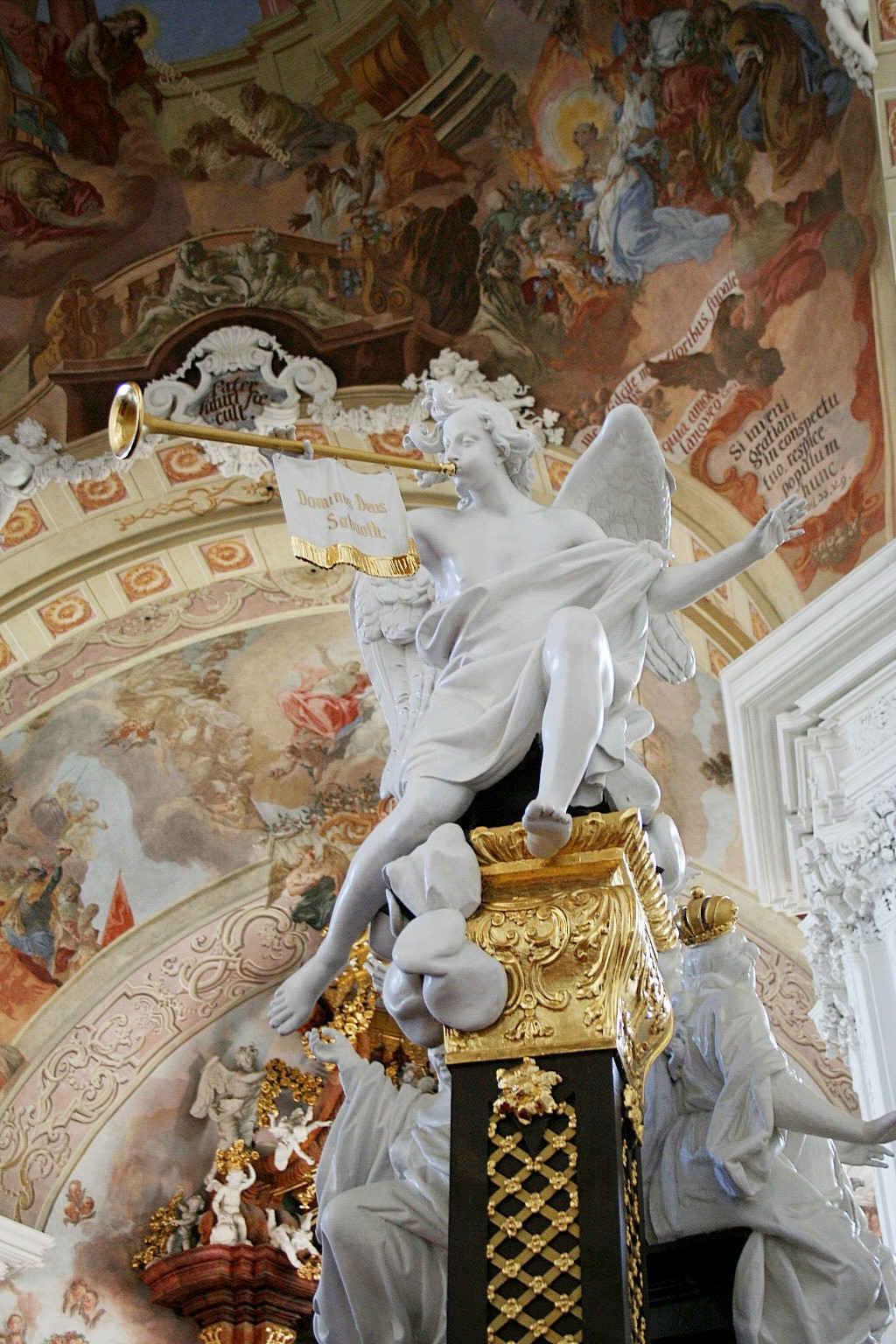
Detalhe da Basílica da Assunção
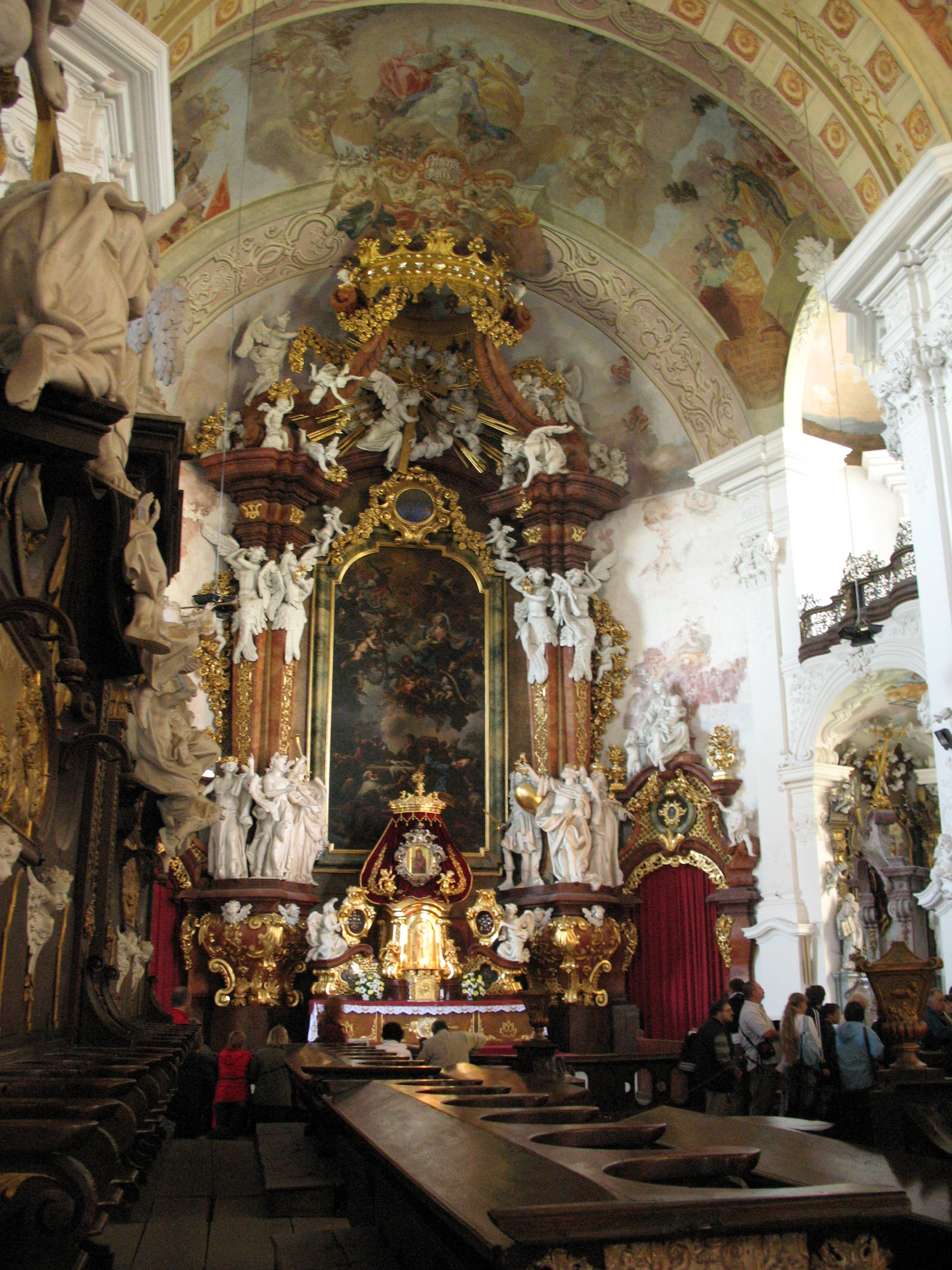
O altar-mor da Basílica da Assunção
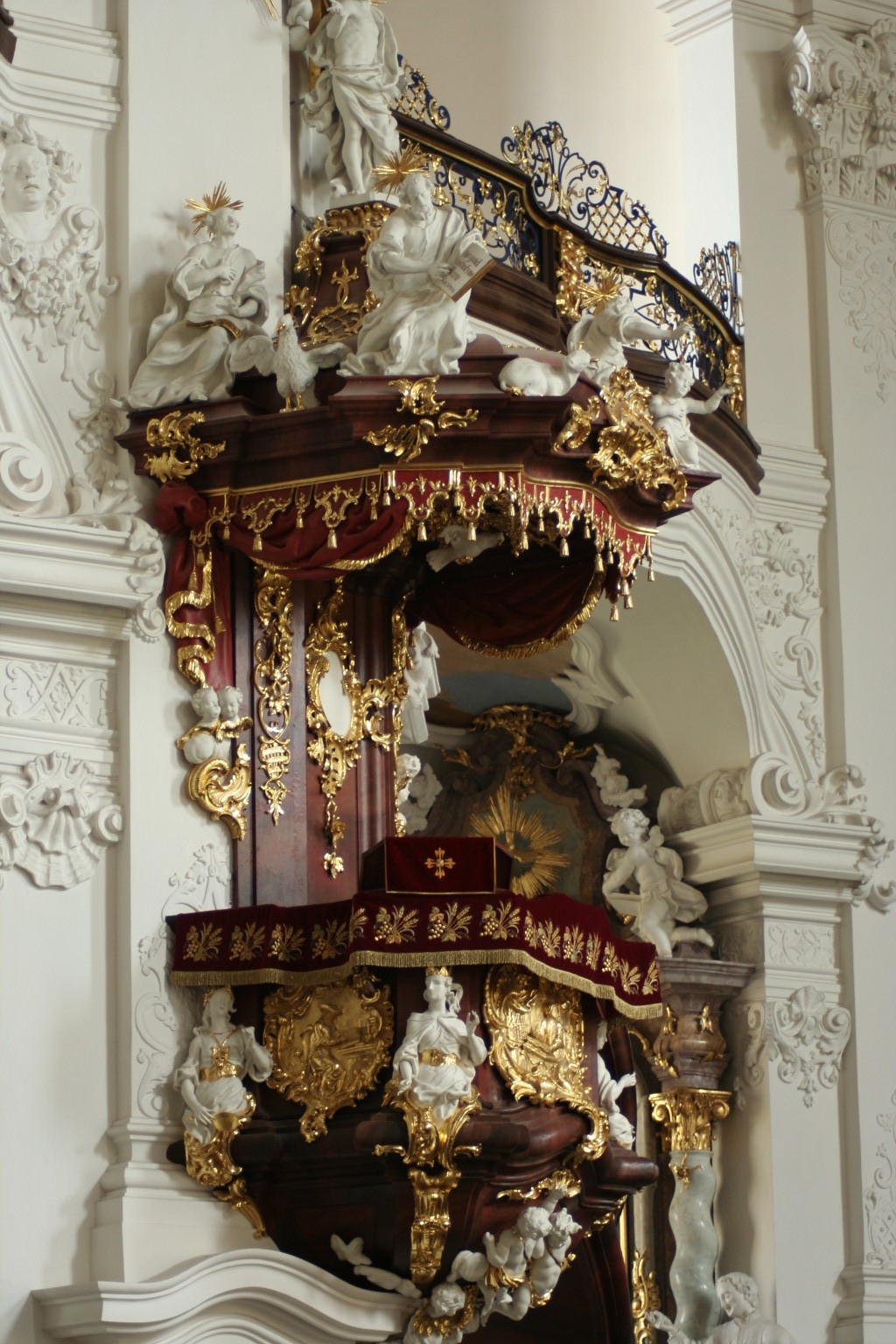
Púlpito da Basílica da Assunção
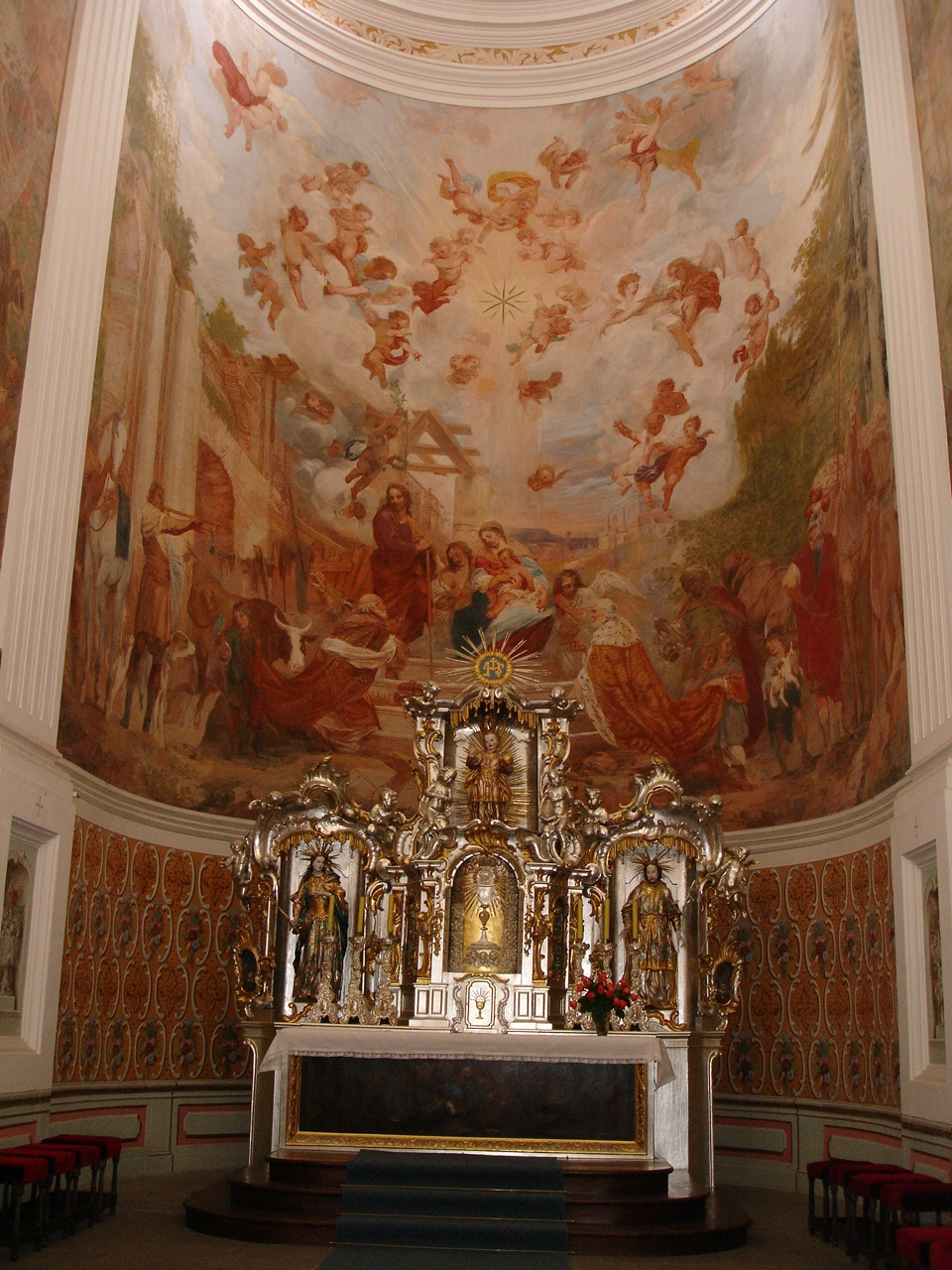
O altar-mor da igreja de San Giuseppe
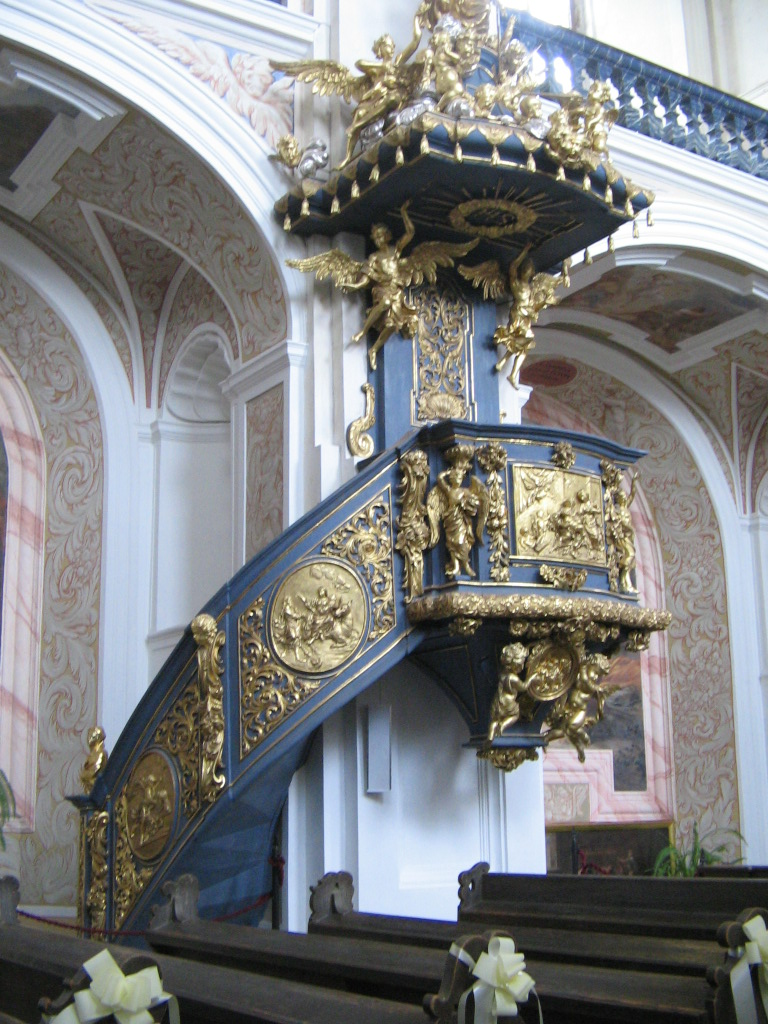
Púlpito da igreja de San Giuseppe